# 月琴脂鯉
月琴脂鯉為輻鰭魚綱脂鯉目琴脂鯉亞目琴脂鯉科的其中一種，為熱帶淡水魚，依其分布共有二個亞種，即月琴脂鯉(Citharinus citharus citharus)及間月琴脂鯉(Citharinus citharus intermedius)，前者分布於非洲塞內加爾河、甘比亞河、伏塔河、尼日河、尼羅河、艾伯特湖流域，後者分布於Turkana湖流域，體長可達58公分，棲息在底層水域，會進行季節性洄游，生活習性不明，可做為食用魚及觀賞魚。

## 扩展阅读
維基物種上的相關：月琴脂鯉